# Birresborn
Birresborn este o comună din landul Renania-Palatinat, Germania.

## Geografie
Birresborn este situat la aproximativ șase kilometri sud de Gerolstein la 350 m deasupra nivelului mării. NHN din valea Kyll.
La Birresborn se includ și apa acră, cabana de vânătoare Waldfries și cartierul Romei.
Municipalitățile din vecinătate sunt: Gerolstein șapte kilometri, Michelbach (cartierul Gerolstein) patru kilometri, Salm opt kilometri, Mürlenbach patru kilometri, Kopp patru kilometri și Büdesheim nouă kilometri.
1. ↑  Alle politisch selbständigen Gemeinden mit ausgewählten Merkmalen am 31.12.2018 (4. Quartal) (în germană), Statistisches Bundesamt[*], arhivat din original la 10 martie 2019, accesat în 10 martie 2019